# ガーディアン (掃海艦)
|          | |
| 艦歴     | |
| 起工     | 1985年5月8日 |
| 進水     | 1987年6月20日 |
| 就役     | 1989年12月16日 |
| 退役     | 2013年2月15日 |
| 除籍     | 2013年2月15日 |
| 性能諸元 | |
| 排水量   | 満載1,369トン |
| 全長     | 224 ft (68 m) o/a |
| 全幅     | 39 ft (12 m) |
| 吃水     | 12 ft (3.65 m) |
| 機関     | ディーゼル4基2軸 2,600馬力 |
| 最大速   | 14ノット (26 km/h; 16 mph) |
| 乗員     | 士官8名、兵員76名 |
| 兵装     | 12.7mm機銃2門 AN/SLQ-37磁気音響掃海具 AN/SLQ-38係留機雷掃海具 AN/SLQ-48自走式機雷処分具 AN/SQQ-32可変深度対機雷用ソナー AN/SQQ-30対機雷用ソナーなど |
| モットー | Forerunner of Freedom |

ガーディアン (USS Guardian, MCM-5) は、アメリカ海軍の掃海艦。アヴェンジャー級掃海艦の1隻。その名を持つ艦としては2隻目。2013年に世界遺産のサンゴ礁に乗り上げる座礁事故を起こし、除籍、解体された。

## 艦歴
ガーディアンは1985年5月8日にウィスコンシン州スタージョンベイのピーターソン・ビルダーズ社で起工した。1987年6月20日に進水し、1989年12月16日に就役した。
2008年5月8日には、ガーディアンは艦長セオドア・E・エッセンフェルド少佐の指揮下、第1対機雷戦隊に所属し活動していた。ガーディアンは第7艦隊に配属され、母港は佐世保であった。
2007年11月下旬にガーディアンは姉妹艦のパトリオット (USS Patriot, MCM-7) と共に、香港のビクトリア・ハーバーで接近する台風からの避難所および給油所を探したものの、中国側から理由の説明もなく入港を拒否された。両艦は結局母港の佐世保で給油を行い、無事活動に復帰した。

### 座礁事故

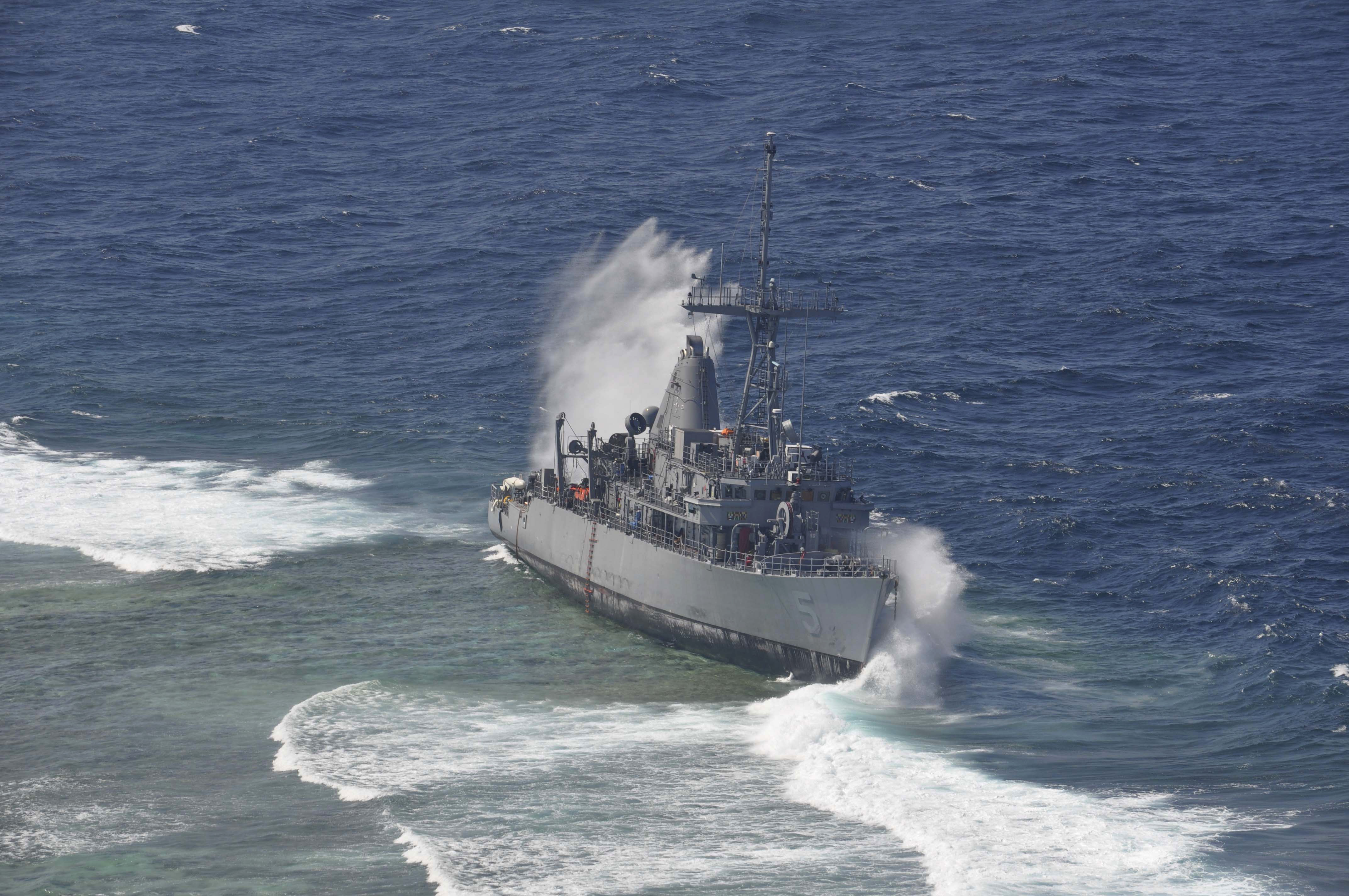
座礁したガーディアン 2013年1月29日撮影.

2013年1月17日2時25分（現地時間）、ガーディアンはスービック湾からインドネシアへ向かう途中、世界遺産に登録されているフィリピン沖のトゥバタハ岩礁海中公園内で、サンゴ礁に乗り上げ座礁した。トゥバタハ岩礁海中公園を管轄する公園保護官らは、ガーディアンに無線で同艦がトゥバタハのサンゴ礁に接近していると警告していたが、ガーディアンの艦長は米大使館に苦情を申し立てると反発。ほどなくガーディアンはサンゴ礁に乗り上げ座礁した。乗員79名に死傷者はいなかった。
この事故について米海軍は謝罪した。フィリピン政府は、この事故で1,000平方メートルに及びサンゴ礁が損害を受けたと推定している。
事故後、1月18日に救援に派遣された海洋観測艦バウディッチと特殊支援艇チャンピオンへ、79名の全乗員を避難させた。
事故直後は船首のみがサンゴ礁に乗り上げていたが、次第に波によって打ち上げられてしまい、結果的に船体の全てが乗り上げてしまった。

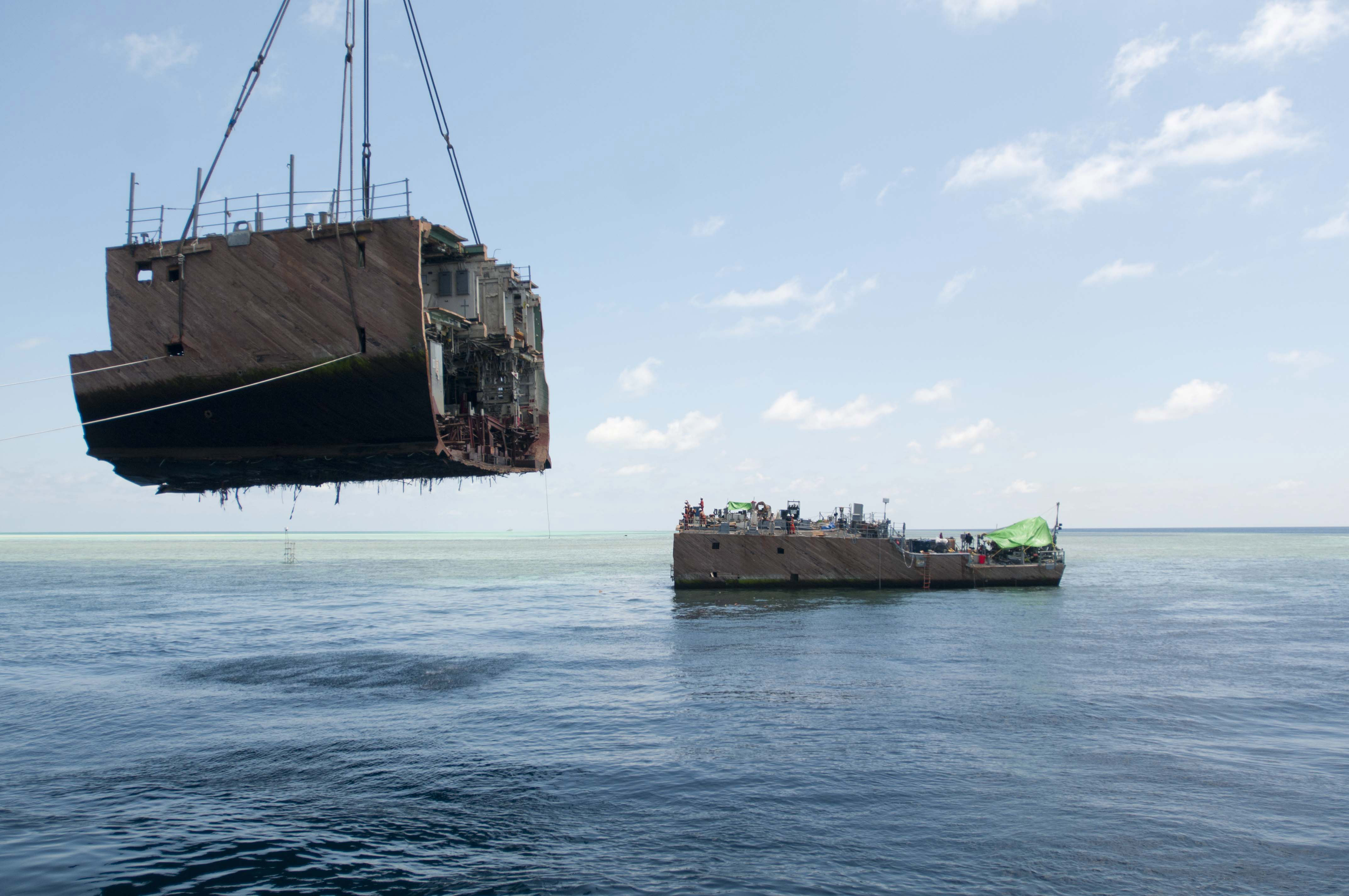
切断されてクレーン船で運ばれるガーディアンの船体の一部 2013年3月26日

ミサイル駆逐艦マスティン、海洋観測艦バウディッチ、サルベージ船Salvorが救援に駆けつけ、曳航による救援活動や、クレーン船により吊り上げ台船へ載せる方法も検討されたが、世界遺産であるサンゴ礁への影響が大きく、最終的に周辺の影響を押さえた救出は不可能と判断された。
1月24日には、流出防止のためにディーゼル油の抜取りが行われ、マレーシア船籍の曳船が56.8キロリットルの燃料を抜き取った。1月29日にはサンゴ礁への被害を最小限にするため、艦を廃棄した上で、3つに切断し撤去されることが発表された。2月15日、ガーディアンは海軍の艦籍簿から抹消され、退役、除籍となった。2月23日より、現地で解体作業が開始された。
2013年3月、アメリカ海軍は同型艦のウォリアーを第5艦隊から異動させ、ウォリアーの乗員をガーディアンの乗員と入れ替えた上で、母港をバーレーンから佐世保へ変更し、ガーディアンの交替とした。
フィリピン議会は、この事故によるアメリカ合衆国の対応を問題視しており、罰金をアメリカ合衆国に科すため事件として捜査するように提起するなど、事故現場が世界遺産であることも併せて問題化している。事故の原因は、搭載していた電子海図に記録されていた環礁の位置が、実際と異なっていたからとされている。